# Алматинський державний природний заповідник
Алматинський державний природний заповідник — заповідник в Алматинській області Казахстану.

## Історія
Утворений 15 травня 1931 року в басейні Малої Алматинки і мав назву Мало-Алма-Атинський. Первісно його площа становила 15 000 га. У 1935 році площу заповідника збільшили до 40 000 га, а потім до 856 680 га, включивши до нього Жаланаську і Согетинську долини з прилеглими горами. Відтоді він змінив назву на Алма-Атинський. У 1939 році окремі ділянки його території почали передаватися різним організаціям, а в 1951 році заповідник був ліквідований. Через 10 років — 31 липня 1961 року постановою Ради Міністрів Казахської РСР № 524 заповідник був відновлений, але перемістився на території Чилікської, Табанкарагайської і Таучилікської лісових дач. У 1964 році заповідник був перенесений на сучасну територію — в басейн річок Іссик і Талгар.
До організації заповідника на гірських луках випасали худобу, на диких звірів і птахів велося полювання, заготовлювалася деревина. Більшість будинків в Алмати і передгірних селищах були побудовані з ялини Шренка. Все це призвело до значних змін природних комплексів. Після утворення заповідника природні комплекси стали відновлюватися. Так, на території, що охороняється майже зникла ерозія схилів, що утворювалася від випасу худоби, відновлюється рослинний покрив, збільшилась чисельність ялини, стала близькою до природної чисельність тварин.

## Мета створення та наукова діяльність
Збереження і вивчення в природному стані і розвитку природних процесів, типових і унікальних екологічних систем, біологічного різноманіття та генофонду рослинного і тваринного світу Заілійського Алатау. На території заповідника в ущелині Правий Талгар розташована наукова база, де співробітники в період польових робіт проживають і проводять стаціонарні наукові дослідження. Моніторинг проводиться за такими розділами: «Ссавці», «Рослини», «Птахи», «Земноводні і плазуни», «Погода», «Календар природи», «Гідрологія». Науковці заповідника щорічно проводять облік чисельності птахів і звірів. За результатами науково-дослідних робіт публікуються наукові статті, пишуться науково-популярні статті. У 1967 році в заповіднику організований музей природи. Площа його — 120 м2. Експозиції розповідають про природу заповідника і прилеглих до нього територій. Тут демонструється понад 3000 експонатів, які представляють близько 2100 видів тварин.

## Місцезнаходження та площа
Наразі Алматинський державний природний заповідник розташований в південно-західній частині Талгарського району Алматинської області в центральній частині Заілійського Алатау і лівого берега річки Ілі. Центральна садиба заповідника розташована в місті Талгар, в мікрорайоні Акку (Лебединка). За площею є одним і найбільших в Казахстані — 71 700 га. Протяжність заповідника з півночі на південь — 31 км, із заходу на схід — 34 км. Найвищий пік хребта — пік Талгар розташований на висоті 4978,8 метрів над рівнем моря. Територією заповідника протікають дві річки — Талгар і Іссик.

## Клімат
Клімат північного схилу Заілійського Алатау підпорядкований закону висотної поясності. Тут спостерігається значна сонячна радіація і складний сезонний характер інсоляції. У середньогір'ї клімат помірно-континентальний, у високогір'ї — різко-континентальний, холодний, а в гляціально-нівальній зоні — клімат найбільш суворий, наближений до арктичного.
Середньорічна температура повітря в передгір'ях складає 8,9 °С, на висоті 3000 м над рівнем моря вона падає до 1,5 °С. Тривалість холодного періоду на передгірній рівнині становить понад 4 місяці, на висоті 1300—1400 метрів 3,5, а на висоті 3000 метрів — понад 7 місяців. Сніговий покрив утворюється в передгір'ях на початку грудня і тане вже в кінці першої декади березня. На великих висотах сніг тримається від середини жовтня до кінця травня.
Середня річна кількість атмосферних опадів — 843 мм, але вони розподілені нерівномірно за сезонами року. У весняно-літній період випадає близько 70 % річної кількості опадів, решта 30 % випадає в осінньо-зимовий період. Найбільше опадів випадає в середній частині гір, на висоті від 1500 до 2300 м над рівнем моря — 840—880 мм. У передгір'ях середньорічна кількість опадів становить 555 мм, а на висоті 2500-3000 м — 735—750 мм.

## Природні об'єкти

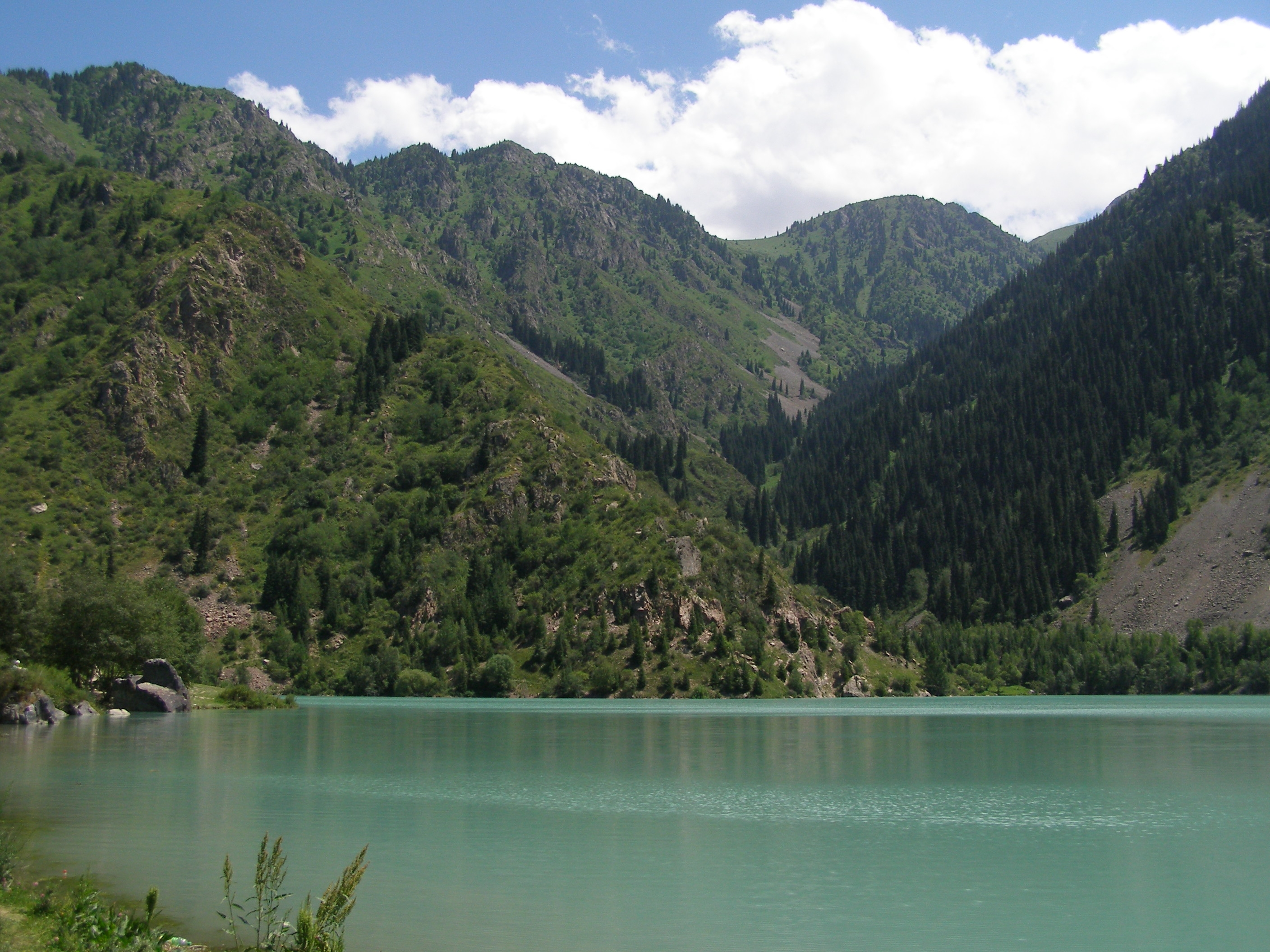
Озеро Іссик

Річки Талгар і Іссик, що беруть свій початок в льодовиках утворюють моренні і завальні озера. Найбільше серед них — Музколь розташоване на висоті 3600 м над рівнем моря у верхів'ях річки Іссик. Його площа складає 46 300 квадратних метрів, а глибина — 25,5 м. У басейні цієї річки знаходяться ще два озера тектонічного походження — Іссик і Акколь. 7 липня 1963 року тут стався один з найбільших і руйнівних селевих потоків на території СРСР, потужність якого склала шість мільйонів кубічних метрів маси з каменів і бруду. В результаті прориву природної кам'яної греблі, озеро Іссик практично перестало існувати. За офіційними даними, опублікованими тоді у пресі, загинуло сто осіб, за неофіційними, жертв було набагато більше — від двох до трьох тисяч (докладніше див. Іссикський сель (1963)).
На території заповідника дуже багато льодовиків, які живлять всі великі річки та озера. Тільки на північній стороні Заілійського Алатау налічується 113 льодовиків. Найбільший з них — льодовик Шокальського, розташований в басейні річки Талгар, має довжину майже 5 км. Він пульсує з періодичністю в 20-24 роки. Льодовий язик розтріскується на численні блоки і швидко просувається вниз.
Є в заповіднику і термальні джерела, наприклад, в зоні підземних розломів басейну річки Талгар (1850 м над рівнем моря). Води джерел радонові і натрієві.

## Флора

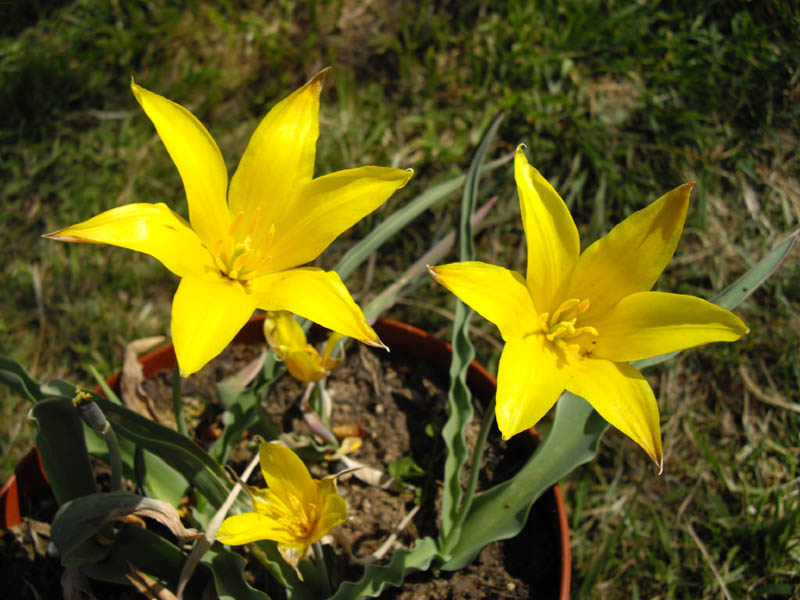
Tulipa kolpakowskiana

Рослинний світ заповідника налічує близько 1 100 видів вищих рослин. Понад 50 видів є рідкісними, а 26 з них занесені до Червоної книги Казахстану. У нижньому поясі гір зростають абрикоса, Atraphaxis muschketowii, яблуня Сіверса, дуже рідко — яблуня Нідзведського, каркас кавказький, Gymnospermium altaicum. На степових південних схилах зустрічаються Tulipa kolpakowskiana, Tulipa ostrowskiana, дуже рідко — Iris alberti і Iridodictyum kolpakowskianum. В середньому поясі зростають ревінь Віттрока, дуже рідко — Corydalis semenovii, Erysimum croceum, Oxytropis almaatensis, горицвіт золотистий, Adonis tianschanica, Kaufmannia semenovii. Найрідкісніші червонокнижні види зустрічаються у важкодоступних високогір'ях заповідника: Sibiraea tianschanica — у верхів'ях Чиліка, Saussurea involucrata — в околицях озера Бозкуль і на околицях льодовиків Корженевського і Конституції, Schmalhausenia nidulans — на старих моренах Іссика і Чиліка. Ранньою весною зацвітають Crocus alatavicus і Gagea neo-popovii, трохи пізніше — тюльпани, Iris alberti, Eremurus hilariae, півоні, Ixiolirion. На початку літа зацвітають вовчі лапи, жовтеці, анемони, фіалки, незабудки, орлики. Ще пізніше починають цвісти айстри, злинки, тирличі, нечуйвітери.
У верхів'ях річки Іссик вперше були зібрані й описані рідкісні ендеміки — Pastinacopsis glacialis і Jurinea almaatensis. У долині цієї річки знайдена смородина виду Ribes janczewskii, що має великі і дуже ароматні плоди. На лугових схилах річки Талгар зростає Pilosella kumbelica, в долині Талгара і верхів'ях Чиліка — Veronica alatavica.

## Фауна

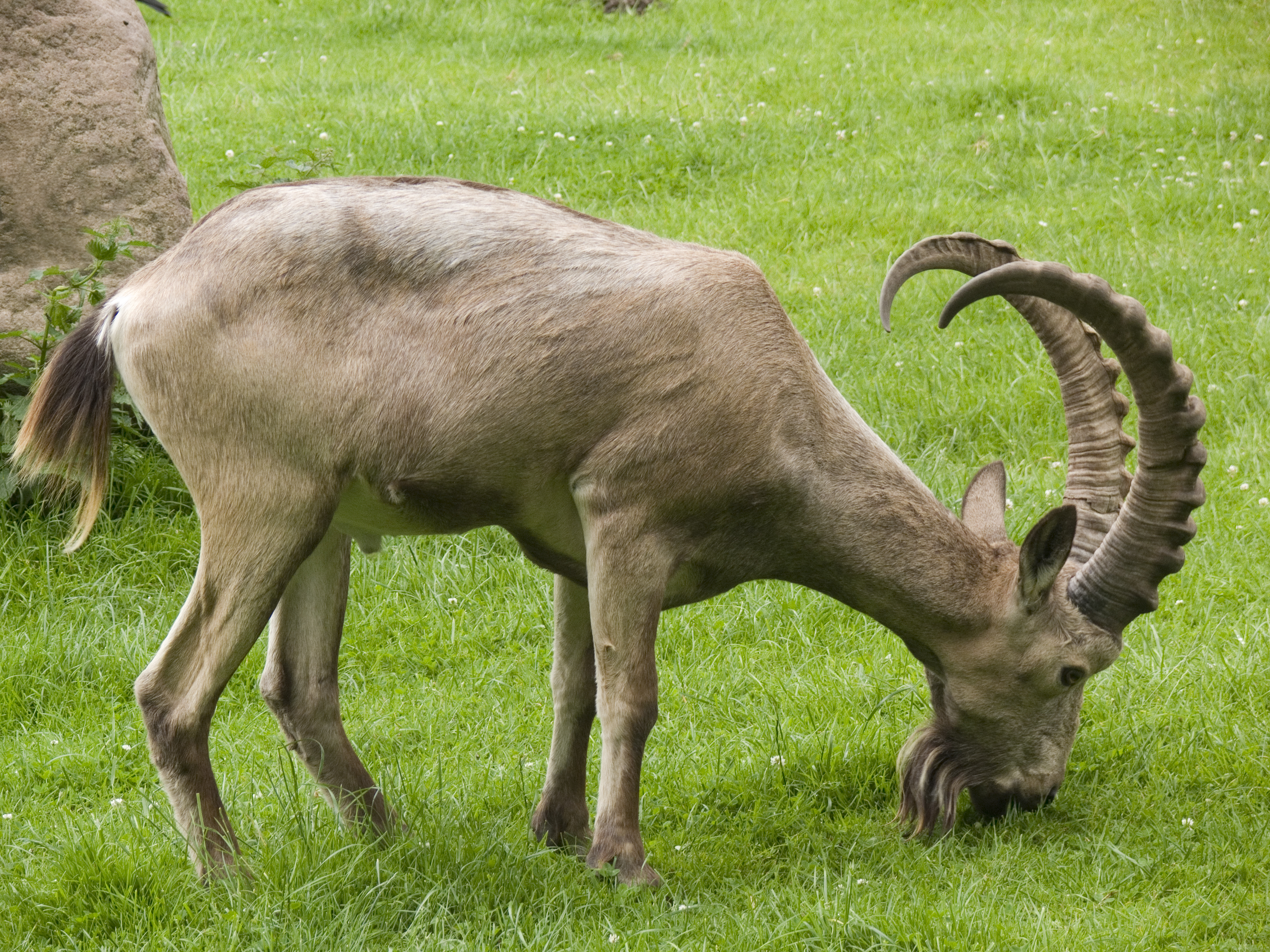
Козел сибірський

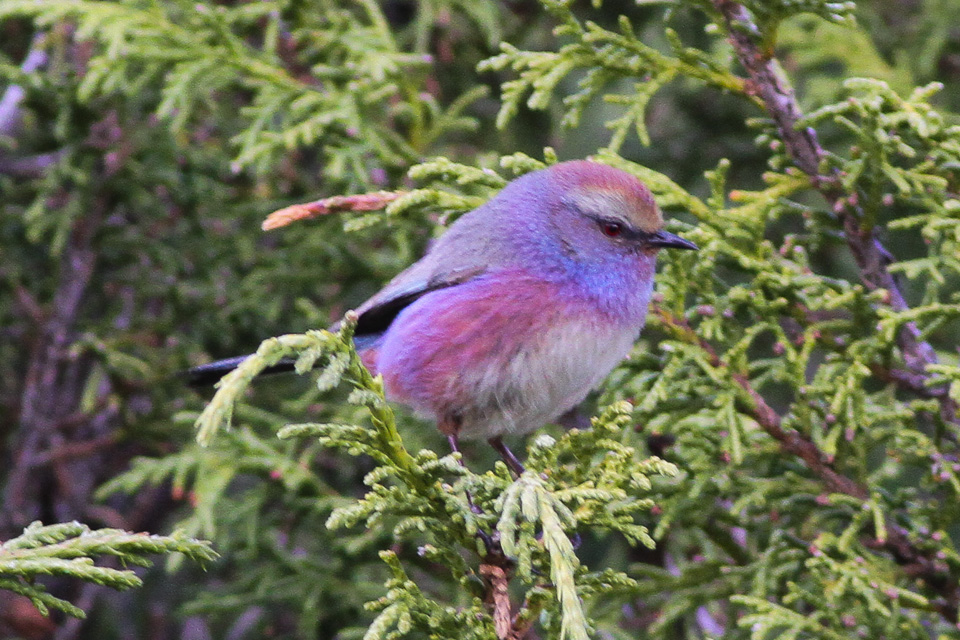
Сікорчик тибетський

У заповіднику можна зустріти 64 види ссавців і близько 200 видів птахів. У пустельно-степовій частині мешкають джейран і архар. Однак взимку ці тварини відчувають тут дефіцит їжі і відкочовують в інші місця. У гірській частині зустрічаються сарна, олень благородний, свиня дика. Однак ці тварини тут нечислені через гибокий сніг і брак корму вщимку. Значно поширеніший козел сибірський, який мешкає в субальпійській і альпійській зонах, біля верхньої межі лісу, в зоні відкритих скель і кам'янистих розсипів, проте досить часто спускаються в зону лісу. Взимку, коли снігу дуже багато, копитні гірського району іноді мігрують за межі заповідника, на південні схили гір, де або взагалі не буває снігу, або він швидко тає. Із птахів у лісах мешкають: шишкар ялиновий, горіхівка, щеврик лісовий, підкоришники, гаїчка гірська, золотомушка жовточуба, Phoenicurus frontalis, тинівка чорногорла, сич волохатий, дятел трипалий, сова яструбина, сова вухата, крук і пугач звичайний. У долинах річок зустрічаються: пронурок, очеретянка садова, кропив'янка сіра, синьошийка, аренга велика, Phylloscopus griseolus. В альпійському і субальпійському мешкають: стінолаз, коструба арчева, сікорчик тибетський, Luscinia calliope, горихвістка чорна, Phoenicurus erythronotus, Phoenicurus erythrogastrus, Carpodacus rhodochlamys, щеврик гірський, галка, галка червонодзьоба, в'юрок, Gallinago solitaria і інші. Також мешкають в заповіднику ягнятник, улар гімалайський, кеклик азійський, тетерук, фазан звичайний. Плазуни представлені алайським асімблефаром, щитомордником звичайним і жабою озерною.
Точне число видів безхребетних невідомо, але їх вже виявлено близько 2000 видів з 8 класів. Денних метеликів тут мешкає не менше 135 видів. З ряду жуків відомо 252 види турунів, 102 види листоїдів; з перетинчастокрилих — 110 видів бджолиних, 33 види мурашок, 97 видів крабронідів. Загальна чисельність видів комах оцінюється приблизно у 6 тисяч. З них до Червоної книги Казахстану включено лише 12 видів. Це бабки — Cordulegaster insignis, дозорець-імператор, красуня діва; прямокрилі — дибка степова; рівнокрилі бабки — Phyllorgerius jacobsoni; жуки — Callisthenes semenovi, Chilocorus bipustulatus, Stethorus punctillum, Dorcadion grande; денні метелики — Parnassius boedromius, Parnassius patricius, Colias erschoffii і Otnjukovia tatjana.
З інших безхребетних до червонокнижних відносяться 4 види черевоногих наземних молюсків.